# Citizen developer
Citizen developer (pl. programista obywatelski) – osoba odpowiedzialna za tworzenie aplikacji biznesowych, na potrzeby własne lub innych działów organizacji dla której pracuje. Citizen developer nie jest nazwą stanowiska w firmie, lecz rolą, którą pracownicy na innych stanowiskach mogą obejmować, będąc częścią organizacji. Powyższa rola została po raz pierwszy opisana przez firmę badawczą Gartner.
Citizen developer wykorzystuje środowiska programistyczne zgodne ze standardami działów IT i działów bezpieczeństwa. Citizen developer wykorzystuje w swojej pracy platformy niskokodowe lub platformy no-code do tworzenia aplikacji biznesowych – pomimo braku formalnego wykształcenia w zakresie programowania. Są to proste narzędzia, które zawierają niezbędne linie kodu, dzięki czemu citizen developer może przeciągać i upuszczać ikony, aby tworzyć i aktualizować aplikacje i nie potrzebuje zaawansowanej wiedzy programistycznej. Procesy podlegające pod citizen developera mogą obejmować zarządzanie relacjami z klientem, zarządzania zamówieniami, logistyką, automatyzację marketingu, inspekcje, zarządzanie projektami, procesy finansowe i procesy związane z operacjami.
Citizen developer nie jest częścią działu biznesowego i nie podlega pod dział IT. Mimo tego, przyczynia się do rozwoju transformacji cyfrowej przedsiębiorstwa, wzrostu potencjału IT organizacji i skrócenia długość cyklu tworzenia oprogramowania.

## Kompetencje citizen developera
Praca citizen developera wymaga zarówno umiejętności technicznych, jak i społecznych.
Kompetencje miękkie:
- umiejętność zrozumienia użytkownika budowanej aplikacji,
- kreatywność w testowaniu A/B i prototypach aplikacji,
- komunikatywność w wchodzeniu w relacje z użytkownikami końcowymi i klientami,
- umiejętność pracy i komunikacji w zespole.

Kompetencje twarde:
- rozumienie technicznego języka i wymagań systemowych,
- ogólna wiedza z zakresu IT,
- podstawowe umiejętności programistyczne,
- znajomość procesu.

## Rynek
Rosnący popyt na doświadczonych programistów, rosnące koszty outsourcingu oraz gwałtowny rozwój platform niskokodowych w latach 2020–2022 przyczynił się do znaczącego wzrostu zapotrzebowania na citizen developerów w przedsiębiorstwach podążających za trendami digitalizacji.
Prognozy Gartnera mówią, że do 2023 liczba osób pełniących funkcję citizen developera w dużych przedsiębiorstwach będzie czterokrotnie większa od liczby zatrudnianych w nich programistów. Natomiast analitycy Forrester szacują, że do 2024 roku rynek platform wykorzystywanych przez citizen developerów osiągnie 14 miliardów dolarów amerykańskich.